# Necdet Öztorun
Necdet Öztorun (* 1924 in Konya; † 7. Oktober 2010 in Ankara) war ein türkischer General und zuletzt Befehlshaber der Landstreitkräfte.

## Biografie
Nach dem Schulbesuch trat er 1941 in die Streitkräfte ein und war Absolvent der Militärhochschule (Işıklar Askeri Hava Lisesi) und während des Zweiten Weltkrieges Kanonier. Im Anschluss begann er 1943 eine Offiziersausbildung an der Militärschule (Kara Harp Okulu) und danach eine Ausbildung an der Panzerschule (Topçu Sınıf Okulu). 1959 war er Absolvent der Militärakademie (Kara Harp Akademisi).
1967 erfolgte seine Beförderung zum Brigadegeneral (Tuğgeneral) sowie die Ernennung zum Kommandeur der 33. Infanteriebrigade. Nach einer Verwendung im Generalstab wurde er 1972 zum Generalmajor (Tümgeneral) befördert und war in der Folgezeit unter anderem Kommandeur der 51. Infanteriedivision sowie Leiter für Strategie und Planung im Generalstab der Türkei.
1976 wurde er zum Generalleutnant (Korgeneral) und war zuerst Kommandierender General des 6. Korps und anschließend des 2. Korps. Nach seiner Beförderung zum General (Orgeneral) war er zunächst Stellvertretender Generalstabschef und danach Kommandeur der 1. Armee in Istanbul-Üsküdar.
Am 12. August 1985 wurde er schließlich als Nachfolger von Ali Haydar Saltık Befehlshaber der Landstreitkräfte (Türk Kara Kuvvetleri Komutanları) und hatte diese Funktion bis zu seinem Ruhestand am 2. Juli 1987 inne. Nachfolger wurde General Necip Torumtay, der zugleich auch Generalstabschef wurde.
Zuvor gab es Spekulationen darüber, dass der vom Generalstab favorisierte Öztorun selbst Chef des Generalstabes würde. Ministerpräsident Turgut Özal zog allerdings General Torumtay als Nachfolger des bisherigen Generalstabschef Necdet Üruğ vor.
An den Trauerfeierlichkeiten nahmen zahlreiche hochrangige Generale wie Generalstabschef Işık Koşaner teil.